# Zilverkopstaanders
Zilverkopstaanders (Chilodontidae) zijn een familie van straalvinnige vissen uit de orde van Karperzalmachtigen (Characiformes).

## Geslachten
- Caenotropus Günther, 1864
- Chilodus J. P. Müller & Troschel, 1844